# Слон и верёвочка
«Слон и верёвочка» — дебютный фильм режиссёра Ильи Фрэза, снятый на студии «Союздетфильм» по сценарию Агнии Барто в 1945 году.

## Сюжет
С утра до вечера девочки одного из московских домов неутомимо прыгают через прыгалки. И только маленькая Лидочка никак не может научиться прыгать. Однажды во сне мудрый слон дает ей совет: чтобы научиться прыгать, надо вначале сделать доброе дело.

## В ролях
- Наташа Защипина — Лидочка
- Давид Маркиш — Юра
- Витя Павлов — Борис
- Люся Коломеец — Катя
- Вилли Медников — Вовка
- Фаина Раневская — бабушка
- Ростислав Плятт — сосед
- Тамара Сезеневская — мама
- Владимир Волчик — папа Юры
- Мария Виноградова — соседка
- Ирина Мурзаева — соседка
- Борис Терентьев — офицер
- Владимир Колчин — больной с книгой
- Елена Осипова

## Съёмочная группа
- Автор сценария: Агния Барто
- Режиссёр: Илья Фрэз
- Оператор: Гавриил Егиазаров
- Композитор: Лев Шварц